# Margaret le Despenser (née vers 1296)
Pour les articles homonymes, voir Margaret le Despenser.
Margaret le Despenser (vers 1296 – date inconnue) est une femme de la noblesse anglaise du XIVe siècle.

## Biographie
Née vers 1296, Margaret le Despenser est le cinquième enfant d'Hugues le Despenser et d'Isabelle de Beauchamp, fille de Guillaume de Beauchamp, 9e comte de Warwick. Courant 1313, elle épouse John St Amand, 1er baron St Amand, qui possède de nombreuses possessions dans le Bedfordshire, le Buckinghamshire, le Surrey, le Sussex, le Nottinghamshire et le Derbyshire. À l'occasion de ses noces, elle reçoit une importante dot de 666 livres.
Le mariage de Margaret le Despenser et de John St Amand produit deux enfants. Ce dernier meurt peu avant le 25 janvier 1330, mais on ignore à quelle date meurt son épouse Margaret. Le fait qu'elle ou que son époux ne jouent aucun rôle pendant la période où son père et son frère Hugues sont les favoris du roi Édouard II, entre 1322 et 1326, semble suggérer qu'elle meurt prématurément avant leur ascension fulgurante.

## Descendance
De son mariage avec John St Amand, Margaret le Despenser a deux enfants :
- Almaric St Amand (1314 – 11 septembre 1381), 2e baron St Amand, épouse Maud (ou Joan) Burnell ;
- Isabelle St Amand, épouse Richard de Haudlo.